# Ohana
Ohana é um conceito da cultura havaiana. A palavra Ohana (em havaiano: ʻohana) significa família, incluindo parentes de sangue ou adotados. Esse conceito representa que na família os membros estão ligados e devem cooperar entre si. Assim, uma família havaiana pode consistir em membros que não formem parte do que se conhece tipicamente como uma família (pai, mãe, filhos, etc.). Um grupo inteiro de amigos íntimos podem ser sua Ohana, se vivem juntos. 
Esse conceito ficou muito conhecido pela célebre frase da personagem Lilo Pelekai no filme Lilo & Stitch, produzido em 2002 pelos estúdios Disney.
| “ | Ohana quer dizer família. Família quer dizer nunca mais abandonar ou esquecer | ” |

Ohana foi um conceito chave neste filme e acompanhou durante os filmes seguintes da franquia. [carece de fontes?]